# UFC on FOX 2
UFC on FOX 2: Evans vs. Davis（ユーエフシー・オン・フォックス・ツー：エヴァンス・バーサス・デイヴィス）は、アメリカ合衆国の総合格闘技団体「UFC」の大会の一つ。2012年1月28日、イリノイ州シカゴのユナイテッド・センターで開催された。

## 大会概要
本大会ではラシャド・エヴァンスとフィル・デイヴィスによるライトヘビー級王座挑戦者決定戦が組まれた。

### カード変更
負傷などによるカードの変更は以下の通り。
- コーディ・マッケンジー → シェーン・ローラー（第3試合）

- ポール・サス → ニック・レンツ（第7試合）

- マイケル・ビスピン → クリス・ウェイドマン（第8試合）

- マーク・ムニョス → マイケル・ビスピン（第9試合）

- デメトリアス・ジョンソン vs. エディ・ワインランド → ジョンソンの移動により中止

- エディ・ワインランド vs. ジョニー・ベッドフォード → ワインランドの負傷により中止

- ジョニー・ベッドフォード vs. ミッチ・ゲイグノン → ゲイグノンのビザ問題により中止

## 試合結果

### アーリープレリム
第1試合 ミドル級ワンマッチ 5分3R
○  クリス・カモージー vs.  ダスティン・ジャコビー ×
3R 1:08 ギロチンチョーク

### プレリミナリーカード
第2試合 ヘビー級ワンマッチ 5分3R
○  レイバー・ジョンソン vs.  ジョーイ・ベルトラン ×
1R 4:24 KO（スタンドパンチ連打）
第3試合 ライト級ワンマッチ 5分3R
○  マイケル・ジョンソン vs.  シェーン・ローラー ×
3R終了 判定3-0（29-28、29-28、29-28）
第4試合 フェザー級ワンマッチ 5分3R
○  チャールズ・オリベイラ vs.  エリック・ワイズリー ×
1R 1:43 カーフスライサー
第5試合 フェザー級ワンマッチ 5分3R
○  カブ・スワンソン vs.  ジョージ・ループ ×
2R 2:22 TKO（右フック→パウンド）
第6試合 ヘビー級ワンマッチ 5分3R
○  マイク・ルソー vs.  ユノラフ・エイネモ ×
3R終了 判定3-0（29-28、29-28、30-27）
第7試合 ライト級ワンマッチ 5分3R
○  エヴァン・ダナム vs.  ニック・レンツ ×
2R終了時 TKO（ドクターストップ：カット）

### メインカード
第8試合 ミドル級ワンマッチ 5分3R
○  クリス・ウェイドマン vs.  デミアン・マイア ×
3R終了 判定3-0（29-28、29-28、29-28）
第9試合 ミドル級王座挑戦者決定戦 5分3R
○  チェール・ソネン vs.  マイケル・ビスピン ×
3R終了 判定3-0（30-27、29-28、29-28）
※ソネンが挑戦権獲得に成功。
第10試合 ライトヘビー級王座挑戦者決定戦 5分5R
○  ラシャド・エヴァンス vs.  フィル・デイヴィス ×
5R終了 判定3-0（50-45、50-45、50-45）
※エヴァンスが挑戦権獲得に成功。

### 各賞
ファイト・オブ・ザ・ナイト： エヴァン・ダナム vs. ニック・レンツ
ノックアウト・オブ・ザ・ナイト： レイバー・ジョンソン
サブミッション・オブ・ザ・ナイト： チャールズ・オリベイラ
各選手にはボーナスとして6万5,000ドルが支給された。